# Ко (кана)
こ в хирагане и コ в катакане — символы японской каны, используемые для записи ровно одной моры. В системе Поливанова записывается кириллицей: «ко», в международном фонетическом алфавите звучание записывается: /ko/. В современном японском языке находится на десятом месте в слоговой азбуке, после け и перед さ.

## Происхождение
こ и コ появились в результате упрощённого написания кандзи 己.

## Написание
|  |  |

## Коды символов вкодировках
- Юникод:
  - こ: U+3053,
  - コ: U+30B3.